# موز (فرانسه)
موز (به فرانسوی: Meuse) پنجاه و پنجمین  شهرستان فرانسه است. شهرستان موز در شمال شرقی این کشور قرار دارد. این شهرستان زیرمجموعه ناحیه لورن می‌باشد. مساحت این شهرستان  ۶٬۲۱۱ کیلومتر مربع و جمعیت آن ۱۹۲٬۱۹۸ نفر است. این شهرستان در خلال انقلاب فرانسه بر پا گردید. موز با کشور بلژیک هم مرز است.